# مقاطعة كاس (إنديانا)
مقاطعة كاس هي مقاطعة في إنديانا، بلغ عدد سكانها 38٬966  نسمة، في 2010، عاصمتها لوغانسبورت، تبلغ مساحتها 1٬075 كيلومتر مربع.

## الموقع
تشترك في الحدود مع:
- مقاطعة فولتون (إنديانا)
- مقاطعة كارول (إنديانا)
- مقاطعة وايت (إنديانا)
- مقاطعة هوارد (إنديانا)
- مقاطعة ميامي
- مقاطعة بولاسكي (إنديانا).

## التقسيمات الإدارية
- لوغانسبورت.